# Monsieur Choufleuri restera chez lui le...
Personnages
- Choufleuri, nouveau riche
- Ernestine, sa fille
- Chrysodule Babylas, amant d'Ernestine
- Petermann, domestique belge de Choufleuri
- Balandard, un invité
- Mme Balandard, sa femme

Monsieur Choufleuri restera chez lui le... est une opérette bouffe en un acte, musique de Jacques Offenbach, livret du duc de Morny sous le pseudonyme « M. de Saint-Rémy », créée le 14 septembre 1861 aux Bouffes Parisiens.
Initialement intitulée Monsieur Choufleuri restera chez lui le 24 janvier 1833, elle est présentée pour la première fois au cours d'une représentation privée le 31 mai 1861 chez le duc de Morny, dans les salons du Corps législatif au palais Bourbon à Paris.
Offenbach tire parti de l'argument pour se livrer à des parodies musicales d'opéras connus, notamment au travers d'un grand trio dans le style du bel canto italien. En outre, les jeunes amoureux communiquent en secret par citations musicales.

## Argument
Paris, dans le quartier du Marais, le 24 janvier 1833.
Monsieur Choufleuri, nouveau riche sans culture, rêve d'impressionner le tout Paris en l'invitant à une soirée musicale privée, en son domicile. Pour cela, il engage trois fameux (et réels) chanteurs d'opéra italiens : la soprane Henriette Sontag, le ténor Giovanni Battista Rubini, et le baryton Antonio Tamburini. Pendant ce temps, Ernestine, la fille de Choufleuri, voit en secret un jeune compositeur, Chrysodule Babylas. Malgré l'insistance de la jeune fille, Choufleuri refuse d'inviter Babylas à la soirée, expliquant qu'un pauvre musicien inconnu n'est pas un parti acceptable pour elle. 
Mais les trois chanteurs italiens font faux bond à Choufleuri à la dernière minute. Ernestine appelle alors Babylas à la rescousse. Ensemble ils échafaudent le plan qui sauvera la soirée : Babylas fera semblant d'être Rubini, Ernestine remplacera la Sontag, tandis que Choufleuri se déguisera en Tamburini. Après tout, ce n'est pas si difficile de chanter en italien ; les invités n'y verront que du feu.
Malgré les complaintes de Petermann, le paresseux domestique flamand, la soirée est un succès et les invités sont impressionnés par les faux chanteurs. Mais Babylas menace Choufleuri de tout révéler aux invités s'il n'accepte pas de lui accorder la main de sa fille. Choufleuri ne peut que consentir au mariage (ainsi qu'à une dot de 50 000 francs) afin de préserver les apparences et son statut.

## Distribution lors de la création
| Rôle                                      | Type de voix | Distribution lors de la première, le 31 mai 1861 (Chef d’orchestre : Jacques Offenbach) |
| ----------------------------------------- | ------------ | --------------------------------------------------------------------------------------- |
| Choufleuri                                | baryton      | Désiré                                                                                  |
| Ernestine, sa fille                       | soprano      | Lise Tautin                                                                             |
| Chrysodule Babylas, amant d'Ernestine     | ténor        | Pierre-Armand Potel                                                                     |
| Petermann, domestique belge de Choufleuri | ténor        | Georges Dejon-Marchand                                                                  |
| Balandard, un invité                      |              | Debruille-Bache                                                                         |
| Mme Balandard, sa femme (rôle travesti)   |              | Léonce                                                                                  |

## La partition
1. Ouverture
2. Couplets « J'étais vraiment très ignorante », Ernestine
3. Boléro « Pedro possède une guitare » - Ernestine, Babylas
4. Couplets « En naissant chaque créature » - Petermann
5. Trio « Babylas, Babylas, Babylas » - Ernestine, Babylas, Choufleuri
6. Ensemble « Le plaisir nous invite » - M. et Mme Balandard, Petermann, chœur
7. Trio italien « Italia la bella » - Ernestine, Babylas, Choufleuri, chœur
8. Final « Vraiment votre petite fête » - Tous

## Emprunts et citations
- Au tout début du n° 4, après les mots « Babylas, Babylas, Babylas, Babylas », l'orchestre cite les premières notes de l'ouverture de l'opéra Robert le Diable de Giacomo Meyerbeer créé à Paris en 1831.
- Dans le n° 4, lorsque Babylas chante « J'arrive, j'arrive, en vaillant paladin », il cite le n° 5 de l'opéra-comique La Dame blanche de François-Adrien Boieldieu créé à Paris en 1825.
- On entend plusieurs fois la mélodie de Bon voyage, Monsieur Dumollet, de Marc-Antoine-Madeleine Désaugiers.

## Sources
- (it) Almanacco di Gherardo Casaglia
- (en) Andrew Lamb, M. Choufleuri restera chez lui le ... dans The New Grove Dictionary of Opera, Stanley Sadie, Londres, 1992  (ISBN 0-333-73432-7)
- (en) Roger L. Williams, Gaslight and Shadow: The World of Napoleon III, Macmillan, New York, 1957